# Río Sama (Asturias)
El río Sama es un corto río de Asturias, España, de una longitud aproximada de 14,5 km. Nace en la parroquia de Linares, en el concejo de Proaza.
Tras discurrir durante prácticamente todo su recorrido por el concejo de Grado, atravesando las parroquias de Sama de Grado, Bayo, Báscones y Santa María de Grado, desemboca en el río Nalón, por la izquierda, a la altura del embalse de Valduno.
No recibe afluentes de importancia, más que pequeños regueros y arroyos de corto recorrido y caudal. Dentro de su fauna, podemos destacar la presencia de truchas.